# 26 Brygada Powietrznodesantowa (Bundeswehra)
26 Brygada Powietrznodesantowa – powietrznodesantowy związek taktyczny Bundeswehry.

## Struktura organizacyjna
| Organizacja LLBrig 25 w 1989     | Organizacja LLBrig 25 w 1989 |
| Pododdział                       | Miejsce stacjonowania        |
| -------------------------------- | ---------------------------- |
| dowództwo brygady                | Saarlouis                    |
| 261 batalion powietrznodesantowy | Lebach                       |
| 262 batalion powietrznodesantowy | Merzig                       |
| 263 batalion powietrznodesantowy | Saarlouis                    |
| 264 batalion powietrznodesantowy | Saarlouis                    |